# Kelilalina
Kelilalina est une commune rurale malgache située dans la région de Vatovavy.

## Géographie
Kelilalina se situe sur la route nationale No. 45 - Mananjary - Antananarivo.

## Démographie
La population actuelle (2012) est de 11 223 habitants répartis dans 13 fokontany.